# Porphyrinia griseola
Porphyrinia griseola là một loài bướm đêm trong họ Noctuidae.